# Atlanta Thrashers
Gli Atlanta Thrashers sono stati una squadra di hockey su ghiaccio con sede nella città statunitense di Atlanta, capitale della Georgia. Il 25 giugno 1997 la National Hockey League comunicò la scelta di Atlanta come sede per una nuova franchigia, diventando così la 28ª squadra del massimo campionato nordamericano. I Thrashers fecero il loro debutto in occasione della stagione 1999-2000, e furono inseriti all'interno della Southeast Division, appartenente alla Eastern Conference. Nel corso della loro storia giocarono presso la Philips Arena, situata nel centro di Atlanta. I Thrashers si qualificarono per i playoff della Stanley Cup una sola volta, nel corso della stagione 2006-07, senza riuscire tuttavia a vincere un incontro.
Nel maggio del 2011 i Thrashers furono venduti ad un gruppo canadese la True North Sports & Entertainment. Il gruppo decise di trasferire la squadra a Winnipeg, nel Manitoba, per poi poter iniziare a giocare a partire dalla stagione 2011-12. Successivamente fu scelto di chiamarla Winnipeg Jets, in onore della squadra attiva dal 1972 al 1996. La vendita ed il trasferimento furono approvati dalla National Hockey League il 21 giugno 2011.

## Storia

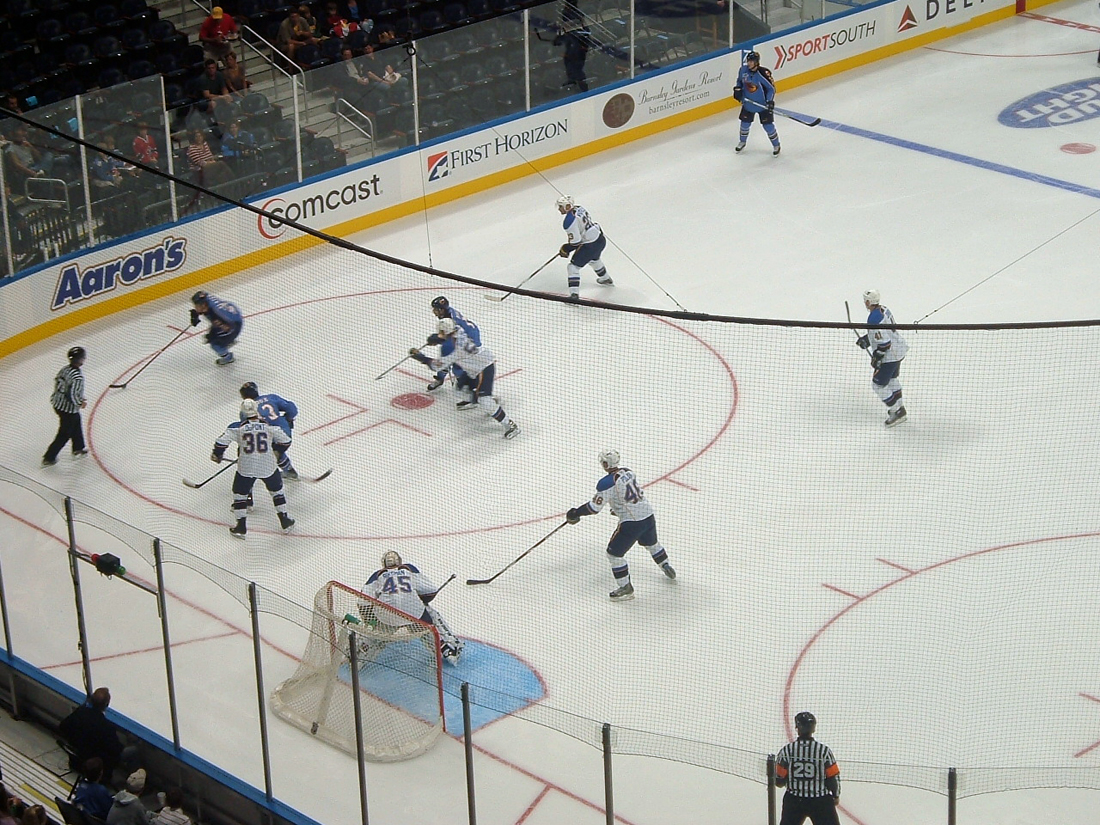
I Thrashers in una fase d'attacco contro i St. Louis Blues alla Philips Arena il 22 settembre 2007.

Verso la fine degli anni 1990 la National Hockey League annunciò l'intenzione di portare il numero di squadre iscritte da 26 a 30; per questo furono programmate le nascite di quattro nuove franchigie, inclusi gli Atlanta Thrashers. Oltre ai Thrashers le altre squadre create furono i Nashville Predators (debuttanti nella stagione 1998-99), i Columbus Blue Jackets e i Minnesota Wild (debuttanti nella stagione 2000-01).
Non fu la prima volta che Atlanta ospitò una squadra di NHL: dal 1972 al 1980 fecero parte della lega gli Atlanta Flames, costretti quell'anno a trasferirsi a Calgary, nell'Alberta, assumendo la denominazione di Calgary Flames. I Flames rappresentarono il primo tentativo di portare la NHL nel sud degli Stati Uniti, tuttavia risultò un fallimento. Da allora si dovette aspettare il 1992 per vedere una squadra con sede nel sud degli Stati Uniti, i Tampa Bay Lightning.
Il nome "Thrashers" derivava dall'uccello simbolo della Georgia, il brown thrasher, in italiano mimo rossiccio (Toxostoma rufum), e fu scelto tramite un sondaggio fra i tifosi. Oltre alla formazione della squadra si procedette alla realizzazione di un nuovo palazzetto sportivo, la Philips Arena. Essa fu costruita sul sito su cui sorgeva il vecchio Omni Coliseum, a suo tempo stadio dei Flames. Per caso il primo insediamento umano (risalente al 1839) su cui sarebbe sorta poi Atlanta era chiamato proprio Thrasherville.

### 1999-2003
I neonati Thrashers selezionarono nell'NHL Entry Draft 1999 Patrik Štefan come prima scelta assoluta, mentre Luke Sellars fu chiamato in trentesima posizione. L'intero draft di quell'anno per i Thrashers tuttavia si rivelò una delusione: fra i giocatori scelti Štefan fu quello che disputò il maggior numero di incontri con la maglia di Atlanta (455 partite con 188 punti), mentre Luke Sellars disputò addirittura una sola partita in NHL, e fu scelto come la peggior trentesima scelta della storia della NHL. Ciò fu un'enorme sorpresa non solo perché Štefan era stato pubblicizzato in maniera martellante dai mass media e definito come possibile uomo-franchigia, ma anche perché al general manager Don Waddell veniva riconosciuto il merito di essere un buon talent scout.
I Thrashers esordirono il 2 ottobre 1999 con una sconfitta per 4–1 contro i New Jersey Devils, futuri vincitori della Stanley Cup. Il capitano Kelly Buchberger segnò il primo gol della storia della franchigia. La squadra concluse la propria stagione in ultima posizione, con un record di 14 gare vinte, 61 sconfitte e 7 pareggi, per un totale di 39 punti.
La squadra iniziò la stagione successiva con la scelta al secondo posto assoluto del draft di Dany Heatley, uno dei giocatori più prolifici e decisivi della storia della squadra. L'anno dopo invece fu il turno del russo Il'ja Koval'čuk, prima scelta assoluta. Nella stagione 2001-2002, la prima in cui giocarono insieme, Heatley e Koval'čuk furono ai vertici delle statistiche dei rookie, rientrando nell'NHL All-Rookie Team, inoltre Heatley conquistò il Calder Memorial Trophy.

### 2003-2006
Il 21 settembre 2003, il team fu ceduto al gruppo Atlanta Spirit, LLC dalla Time Warner, assieme al team di NBA degli Atlanta Hawks. Cinque giorni dopo l'acquisizione della squadra, la stella dell'attacco di Atlanta Dany Heatley distrusse la sua Ferrari, infortunandosi seriamente la mascella, il braccio, e lussandosi il polso inoltre anche il passeggero e compagno di squadra Dan Snyder rimane ferito gravemente e morirà cinque giorni dopo per un'infezione. I Thrashers dedicarono la loro stagione alla memoria di Snyder.
I giocatori di Atlanta vestirono per il resto della stagione un piccolo numero 37 nero, quello di Snyder, sulla loro maglia. Al termine della stagione Heatley chiese di essere ceduto per ragioni personali, così venne ceduto agli Ottawa Senators, i quali diedero come contropartita tecnica lo slovacco Marián Hossa, che al termine della stagione 2006-07, divenne il primo giocatore dei Thrashers a segnare 100 punti in una stagione.
Nel corso della stagione 2003-2004 i Thrashers per lungo tempo furono al comando della Southeast Division, tuttavia la mancanza di Heatley iniziò a farsi sentire e i risultati iniziarono a peggiorare inesorabilmente. Dal 28 dicembre 2003 all'11 febbraio 2004 arrivarono una sola vittoria, diciassette sconfitte ed altre tre sconfitte dopo i supplementari. Nonostante le speranze di qualificazione ai playoff per i Thrashers svanite, la squadra raggiunse la seconda posizione nella Southeast Division e la decima posizione nella Eastern Conference, a poche vittorie di distanza dalla soglia d'accesso ai playoff.
Al via della stagione 2005-06 i Thrashers ingaggiarono numerosi giocatori d'esperienza, con la speranza di guadagnare l'accesso ai playoff. Per questo ingaggiarono Mike Dunham, Peter Bondra, Bobby Holik, Jaroslav Modry e Scott Mellanby, tuttavia i problemi arrivarono dai portieri; per numerosi problemi fisici i Thrashers furono costretti a ricorrere a ben cinque diversi portieri.

### 2006-2007

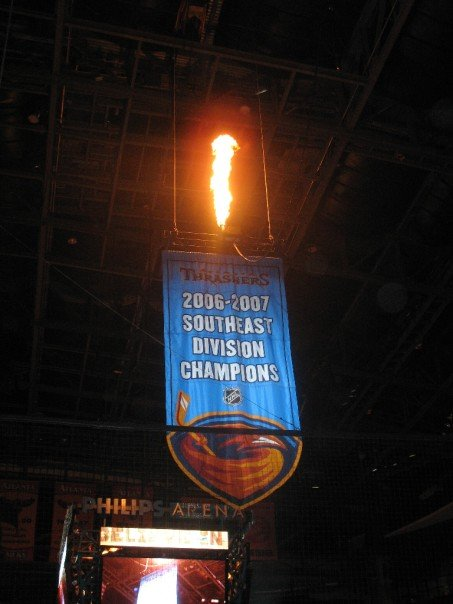
Stendardo nella Philips Arena per il successo di Division ottenuto nella stagione 2006-07.

La stagione degli Atlanta Thrashers iniziò con le più grandi aspettative della storia della squadra, nonostante la cessione di uno dei loro migliori attaccanti, Marc Savard, ceduto ai Boston Bruins. Per rimpiazzare il vuoto lasciato da Savard furono presi Steve Rucchin, Niko Kapanen e Jon Sim. Grazie alle stelle Marián Hossa e Il'ja Koval'čuk, oltre al portiere finlandese Kari Lehtonen, i Thrashers ottennero l'accesso ai playoff ed il titolo della Southeast Division, conquistando il terzo posto nel ranking della Eastern Conference. Il 18 aprile 2007 furono eliminati dai playoff dopo quattro sconfitte contro i New York Rangers.

### 2007-2010
Dopo pochi mesi dall'eliminazione nel playoff i Thrashers iniziarono la stagione con sei sconfitte consecutive. Il 17 ottobre 2007 fu allontanato l'allenatore Bob Hartley, e al suo posto ad interim fu chiamato in panchina il general manager Don Waddell. La stagione si concluse con il penultimo posto nella Conference, con soli 76 punti all'attivo.
Il 27 gennaio 2008 fu ospitato per la prima volta presso la Philips Arena l'NHL All-Star Game, dove gli Eastern Conference All-Stars si sfidarono contro i Western Conference All-Stars. Vinse l'Est per 8–7, grazie al gol decisivo dell'ex Marc Savard. Savard fu comunque acclamato dai suoi ex-tifosi, nonostante il suo trasferimento a Boston nel 2006.
Il 3 novembre dello stesso anno iniziarono i problemi societari della franchigia: presso un tribunale del Maryland infatti iniziò un processo che vedeva coinvolti i membri dell'Atlanta Spirit, LLC, i proprietari della squadra. La disputa riguardava le quote di partecipazione dei vari soci nella società.
Nell'ultimo anno di contratto Il'ja Koval'čuk ed i Thrashers non riuscirono ad accordarsi per il rinnovo. Il general manger dei Thrashers Don Waddell propose due contratti, il primo valido per 12 anni con un guadagno di 101 milioni di $, mentre il secondo proponeva 7 anni a 70 milioni di $; il giocatore tuttavia le rifiutò entrambe. Piuttosto che vederlo partire a fine stagione come free agent, il 4 febbraio 2010 la società cedette Koval'čuk ai New Jersey Devils. Atlanta ricevette il difensore Johnny Oduya, i giovani Niclas Bergfors, Patrice Cormier ed una scelta all'NHL Entry Draft 2010 in cambio di Koval'čuk e del difensore Anssi Salmela. I Thrashers conclusero la stagione al decimo posto della Eastern Conference con 83 punti.

### 2010-2011
Nell'estate del 2010 vi furono numerosi cambiamenti in seno alla gestione sportiva della società, incluso il ruolo di GM; Don Waddell lasciò il proprio posto a Rick Dudley per diventare presidente. Mutarono anche l'allenatore e gli uomini dello staff tecnico.
La squadra entrò nella storia della NHL presentando nel proprio roster in occasione dell'Opening Night ben cinque giocatori di colore, Dustin Byfuglien, Nigel Dawes, Evander Kane, Johnny Oduya ed Anthony Stewart.
Il 10 aprile 2011 i Thrashers disputarono l'ultimo incontro della storia della franchigia contro i Pittsburgh Penguins. Tim Stapleton segnò invece l'ultimo gol della squadra. Il risultato fu una sconfitta per 5-2. L'ultimo successo dei Thrashers fu contro i New York Rangers al Madison Square Garden il 7 aprile 2011.

### Problemi finanziari
A causa dei debiti e delle lotte per la proprietà fra gli azionisti la squadra fu spesso fatta oggetto di speculazioni su un possibile trasferimento. Nel corso degli anni si alternarono le proposte di città come Kansas City, Quebec City, Hamilton e Winnipeg. Il 22 gennaio 2011 la proprietà della squadra dichiarò un passivo di 130 milioni di $ negli ultimi sei anni, in parte dovuti alle spese legali nel processo contro l'ex socio Steve Belkin. Nel mese di febbraio l'azionista di maggioranza Michael Gearon affermò come la squadra stesse cercando nuovi investitori. Nonostante vari sforzi da parte di investitori locali la proposta più interessante fu quella avanzata dalla True North Sports & Entertainment.

### Vendita e trasferimento
Il 16 maggio l'Atlanta Journal-Constitution riportò che le trattative con la True North Sports and Entertainment erano già in corso. Secondo il The Globe and Mail l'accordo per spostare la squadra a Winnipeg si sarebbe già concluso il 20 maggio, La NHL negò la riuscita della trattativa, tuttavia il commissario Gary Bettman confermò come essa fosse un'ipotesi reale.
Il 31 maggio la True North Sports and Entertainment e la NHL presenziarono insieme ad una conferenza stampa a Winnipeg per annunciare il passaggio definitivo di proprietà dei Thrashers. La True North decise di trasferire la formazione nel MTS Centre di Winnipeg, mentre il 21 giugno sia la vendita che il trasferimento furono ufficialmente approvati dal Board of Governors della NHL. L'Atlanta Spirit Group, tuttavia, continuò a detenere i diritti del logo dei Thrashers.

## Giocatori

### Prime scelte al Draft
- Patrik Štefan (1ª scelta) (1999)
- Dany Heatley (2ª scelta) (2000)
- Il'ja Koval'čuk (1ª scelta) (2001)
- Kari Lehtonen (2ª scelta) (2002)
- Jim Slater (30ª scelta) (2002)
- Braydon Coburn (8ª scelta) (2003)
- Boris Valábik (10ª scelta) (2004)

- Alex Bourret (16ª scelta) (2005)
- Bryan Little (12ª scelta) (2006)
- Zach Bogosian (3ª scelta) (2008)
- Daultan Leveille (29ª scelta) (2008)
- Evander Kane (4ª scelta) (2009)
- Aleksandr Burmistrov (8ª scelta) (2010)

### Capitani
- Kelly Buchberger (1999–2000)
- Steve Staios (2000-2001)
- Ray Ferraro (2001-2002)
- Shawn McEachern (2002-2004)
- Scott Mellanby (2005-2007)
- Bobby Holík (2007-2008)
- Il'ja Koval'čuk (2009-2010)
- Andrew Ladd (2010-2011)

### Maglie ritirate
| Maglie ritirate dagli Atlanta Thrashers |               |       |      |                 |
| N°                                      | Giocatore     | Ruolo | Anni | Ritiro          |
| 99                                      | Wayne Gretzky | C     |      | 6 febbraio 2000 |

Fu ritirato in modo non ufficiale anche la maglia numero 37 di Dan Snyder, dopo la sua morte avvenuta nel settembre 2003.

## Allenatori e dirigenti
Di seguito l'elenco di allenatori e general manager dall'anno della fondazione.

### Allenatori
- Curt Fraser (1999-2002)
- Don Waddell (2002-2003)
- Bob Hartley (2003-2007)
- Don Waddell (2007-2008)
- John Anderson (2008-2010)
- Craig Ramsay (2010-2011)

### General Manager
- Don Waddell (1999-2010)
- Rick Dudley (2010-2011)

## Palmarès

### Trofei ufficiali

#### Premi di squadra
- Southeast Division: 1

2006-2007

#### Premi individuali
- Calder Memorial Trophy: 1

Dany Heatley: 2001–2002
- Maurice Richard Trophy: 1

Il'ja Koval'čuk: 2003–2004 (insieme a Jarome Iginla dei Calgary Flames e Rick Nash dei Columbus Blue Jackets)

### Trofei minori
Il Georgia's Own Credit Union 3 Stars of the Year Award era conferito ogni anno al giocatore dei Thrasher che collezionava nel corso della stagione il maggior numero di nomination fra i tre migliori giocatori di ogni partita. Il premio fu istituito nel 1999, alla stagione inaugurale della squadra.
- 1999–2000 Ray Ferraro, attaccante
- 2000–2001 Ray Ferraro, attaccante
- 2001–2002 Dany Heatley, attaccante e Milan Hnilička, portiere
- 2002–2003 Dany Heatley, attaccante
- 2003–2004 Il'ja Koval'čuk, attaccante
- 2005–2006 Marián Hossa, attaccante
- 2006–2007 Marián Hossa, attaccante
- 2007–2008 Il'ja Koval'čuk, attaccante
- 2008–2009 Il'ja Koval'čuk, attaccante
- 2009–2010 Johan Hedberg, portiere
- 2010–2011 Ondřej Pavelec, portiere

## Record e statistiche

### Migliori marcatori
Questi sono i migliori dieci giocatori per punti ottenuti, gol segnati ed assist forniti nella storia della franchigia.

Note: Pos = Posizione; PG = Partite giocate; G = Gol; A = Assist; Pts = Punti; P/G = Punti per gara
| Giocatore        | Pos | PG  | G   | A   | Pts | P/G  |
| Il'ja Koval'čuk  | AS  | 594 | 328 | 287 | 615 | 1,04 |
| Vjačeslav Kozlov | AS  | 537 | 145 | 271 | 416 | 0,77 |
| Marián Hossa     | AS  | 222 | 108 | 140 | 248 | 1,11 |
| Marc Savard      | C   | 184 | 63  | 133 | 196 | 1,07 |
| Dany Heatley     | AD  | 190 | 80  | 101 | 181 | 0,95 |
| Patrik Štefan    | C   | 414 | 59  | 118 | 177 | 0,43 |
| Tobias Enström   | D   | 318 | 26  | 145 | 171 | 0,54 |
| Bryan Little     | C   | 282 | 68  | 81  | 149 | 0,53 |
| Ray Ferraro      | C   | 223 | 56  | 91  | 147 | 0,66 |
| Todd White       | C   | 221 | 43  | 93  | 136 | 0,61 |

| Giocatore        | Pos | G   |
| Il'ja Koval'čuk  | AS  | 328 |
| Vjačeslav Kozlov | AS  | 145 |
| Marián Hossa     | AD  | 108 |
| Dany Heatley     | AD  | 80  |
| Bryan Little     | C   | 68  |
| Marc Savard      | C   | 63  |
| Patrik Štefan    | C   | 59  |
| Ray Ferraro      | C   | 56  |
| Jim Slater       | C   | 47  |
| Todd White       | C   | 43  |

| Giocatore         | Pos | A   |
| Il'ja Koval'čuk   | AS  | 287 |
| Vjačeslav Kozlov  | AS  | 271 |
| Tobias Enström    | D   | 145 |
| Marián Hossa      | AD  | 140 |
| Marc Savard       | C   | 133 |
| Patrik Štefan     | C   | 118 |
| Dany Heatley      | AD  | 101 |
| Todd White        | C   | 93  |
| František Kaberle | D   | 82  |
| Bryan Little      | C   | 81  |

### Record stagionali
- Maggior numero di gol in una stagione: Il'ja Koval'čuk, 52 (2005–06, 2007–08)
- Maggior numero di assist in una stagione: Marc Savard, 69 (2005–06)
- Maggior numero di punti in una stagione: Marián Hossa, 100 (2006–07)
- Maggior numero di minuti di penalità in una stagione: Jeff Odgers, 226 (2000–01)
- Maggior numero di gol in una stagione per un difensore: Dustin Byfuglien, 20 (2010–11)
- Maggior numero di punti in una stagione per un difensore: Dustin Byfuglien, 53 (2010–11)
- Maggior numero di gol in una stagione per un rookie: Il'ja Koval'čuk, 29 (2001–02)
- Maggior numero di assist in una stagione per un rookie: Dany Heatley, 41 (2001–02)
- Maggior numero di punti in una stagione per un rookie: Dany Heatley, 67 (2001–02)
- Maggior numero di gare vinte per un portiere: Kari Lehtonen, 34 (2006–07)

## Squadre affiliate
Nel corso della loro storia gli Atlanta Thrashers ebbero alcune squadre affiliate:
- Livello AAA

 Orlando Solar Bears, IHL (1999–2001)
 Chicago Wolves, AHL (2001-2011)
- Livello AA

 Greenville Grrrowl, ECHL (2001–2003)
 Gwinnett Gladiators, ECHL (2003-2006)
 Augusta Lynx, ECHL (2006–2007)
 Gwinnett Gladiators, ECHL (2007-2011)